# Rauni (mythologie)
Pour les articles homonymes, voir Rauni.
Rauni est un personnage de la mythologie finlandaise. Elle est l'épouse du dieu suprême Ukko Ylijumala. Appelée aussi « petite mère de la Terre », elle donna aux anciens Finnois la force de lutter contre les peikkos des montagnes, gnomes sales aux mœurs déplorables, qui auraient envahi la terre sans son intervention.
Également crainte pour sa mauvaise humeur et connue pour les tensions qui agitent souvent le couple Ukko-Rauni, l'atmosphère se fait lourde sur terre quand elle fulmine, et les gens pensent alors que l'orage va éclater.